# Kuschelita
Kuschelita is een geslacht van weekdieren uit de klasse van de Gastropoda (slakken).

## Soorten
- Kuschelita inflata Climo, 1974
- Kuschelita mica Climo, 1974